# Rodrigo Alves Guerra
Se procura o escritor açoriano Rodrigo Alves Guerra Júnior, veja Rodrigo Guerra.
Rodrigo Alves Guerra (Horta, 1833 — Horta, 5 de Maio de 1901), 2.º barão de Santana, foi um grande negociante e político da ilha do Faial.

## Biografia
Rodrigo Alves Guerra nasceu na Horta em 1833, primeiro filho de Francisca Pereira Ribeiro e de Rodrigo Alves Guerra, abastado negociante, administrador do real contrato dos tabacos e saboarias na ilha do Faial e vice-cônsul da Suécia e da Bélgica naquela cidade. Rodrigo era irmão do Manuel Alves Guerra, o futuro 2.º visconde de Santana. Foi pai do contista Rodrigo Guerra.
Rodrigo Alves Guerra foi comendador da Ordem de Cristo, cônsul da França, Rússia, Dinamarca, Suécia e Noruega. Em virtude de serviços especiais prestados ao governo francês, foi agraciado com as palmas de oficial da instrução pública.